# Чемпионат Европы по академической гребле 1933
Чемпионат Европы по академической гребле 1933 года проходил на реке Дунай в Будапеште.  Соревнования были только среди мужчин, они соревновались во всех семи олимпийских классах лодок (M1x, M2x, M2-, M2+, M4-, M4+, M8+). Они проходили с 25 по 27 августа. Присутствовали почётные гости: регент Венгрии Миклош Хорти и его супруга Магдолна Пургли, министр юстиции Венгрии Андор Лазар, министр финансов Венгрии Бела Имреди, мэр Будапешта Аладар Хусар, французские и польские министры.

## Итоги соревнований
| Дисциплина | Золото | Золото | Серебро | Серебро | Бронза | Бронза |
| ---------- | --- | ------ | --- | ------- | --- | ------ |
| Дисциплина | Страна и гребцы | Время  | Страна и гребцы | Время   | Страна и гребцы | Время  |
| M1x        | Польша AZS Kraków - Роджер Верей | 6:28,4 | Швейцария Grasshopper Club Zürich - Ойген Штудах | 6:31,2  | Италия Milano - Винченцо Джакомини | 6:32,2 |
| M2x        | Франция Société Nautique de la Marne - Жорж Фриш - Луи Хансотт | 6:20,6 | Италия Milano - Марио Моретти - Орфео Пароли | 6:22    | Венгрия - Бела Сендеи - Андраш Сендеи | 6:28,8 |
| M2-        | Венгрия Hungária Evezős Egylet - Густав Гёц - Тибор Мацхан | 6:24   | Швейцария Fussballclub Zürich - Карл Шмид - Эрнст Руфли | 6:29,2  | Нидерланды - А. А. Деккер - Виллем Хендрик Йенс | 6:31,2 |
| M2+        | Венгрия Hungária Evezős Egylet - Карой Дьёри - Тибор Мамушич - Ласло Горецки (р)                                                                                    | 6:50,2 | Польша - Януш Шлёнзак - Ежи Браун - Ежи Сколимовский (р) | 6:52,2  | Франция - Марсель Вандернотте - Фернан Вандернотте - Жуа (р)                                                                                             | 6:58,4 |
| M4-        | Дания Sorø Roklub - Оге Хансен - Кристиан Ольсен - Вальтер Кристиансен - Рихард Ольсен                                                                              | 6:04,6 | Нидерланды - Ф. Мольцер - Годфрид Рёэлл - J.C.J. - W.A.P.F.L. | 6:07,4  | Венгрия - Ласло Барток - Арпад Каузер - Алайош Силашши - Золтан Тёрёк                                                                                    | 6:08,2 |
| M4+        | Италия Società Canottieri Pullino di Isola d'Istria - Валерио Перентин - Франческо Чикко - Николо Виттори - Умберто Виттори - Ренато Петронио (р)                   | 6:06   | Венгрия Pannónia Evezős Egylet - Хуго Байа - Фридьеш Холлоши - Карой Дьюркоци - Эрвин Керести (р)                                                                                                 | 6:10,8  | Чехословакия - Иржи Жаба - Франтишек Врба - Антонин Бурда - Вацлав Черный - Йозеф Ябор (р)                                                               | 6:14,2 |
| M8+        | Венгрия Hungária-Pannónia - Иштван Тот - Миклош Крашши - Габор Алапи - Дьёрдь Козма - Хуго Байа - Фридьеш Холлоши - Ласло Сабо - Карой Дьюркоци - Ласло Мольнар (р) | 5:44,2 | Италия Unione Canottieri Livornese - Ренато Барбьери - Отторино Години - Ренато Браччи - Дино Барсотти - Данте Секки - Гульельмо Дель Бимбо - Энрико Гарцелли - Марио Баллери - Чезаре Милани (р) | 5:45,2  | Югославия - Милан Блаче - Бранко Алуевич - Вице Джуришич - Стипе Крнчевич - Славко Роша - Йосип Роша - Шпиро Грубишич - Линардо Буяс - Анте Солтишик (р) | 5:48,4 |

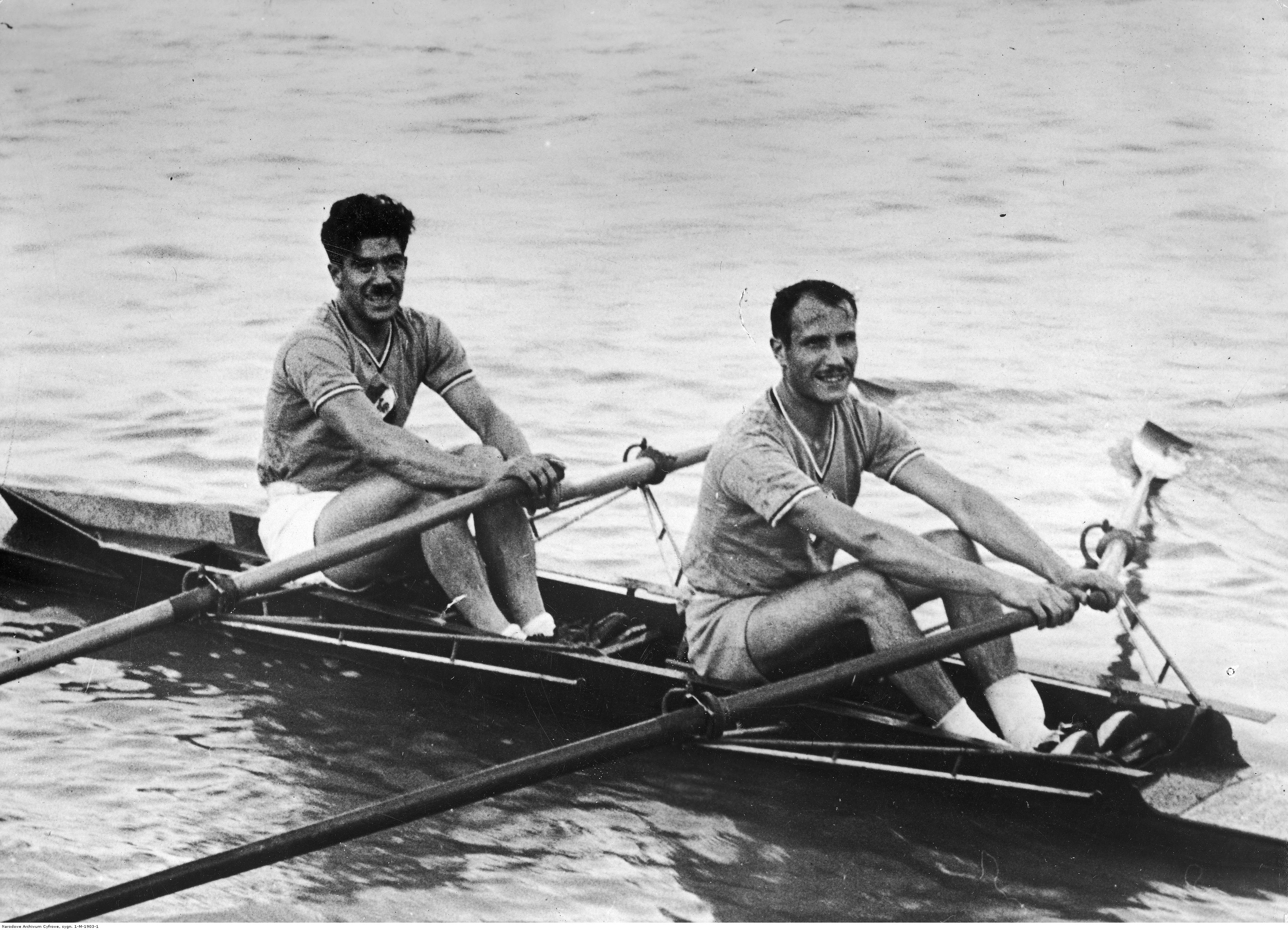
Французская двойка выигрывает золото
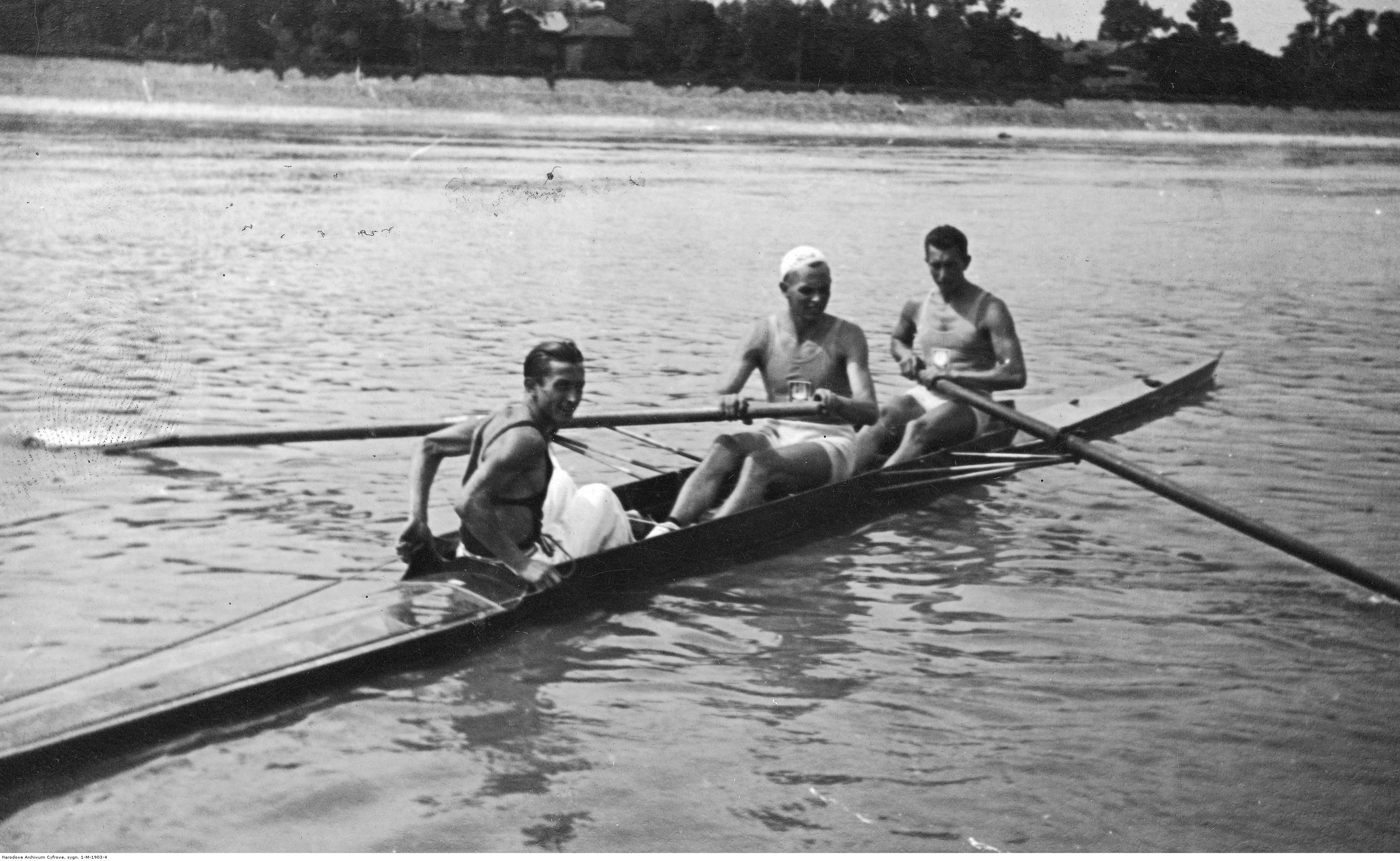
Польская двойка с рулевым выигрывает серебро
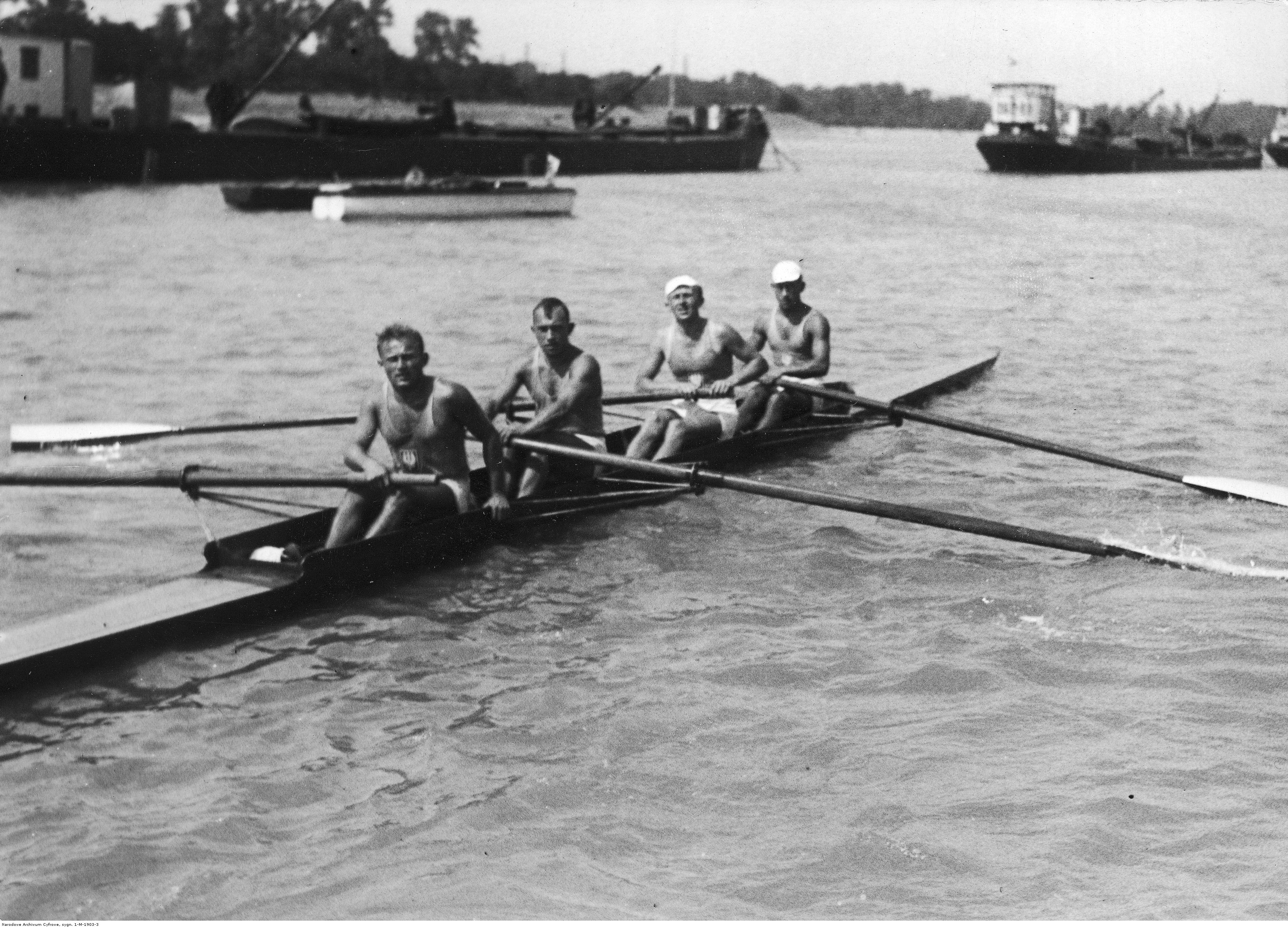
Польская четверка финиширует без медалей